# 木村優
木村 優（きむら ゆう、1986年8月29日）は、外務省「カワイイ大使（ポップカルチャー発信使）」(原宿ファッション日本代表)、ファッションデザイナー、プロデューサー、モデル、声優。外務省より「カワイイ大使（ポップカルチャー発信使）」(原宿ファッション日本代表)に任命され世界各国を歴訪し、日本のカワイイ文化やアニメ文化などのクールジャパンを全世界に伝える。また、日本の原宿ファッションやロリータファッションの雑誌「 KERA 」、「ゴシック・ロリータバイブル」などでモデルとして活動しながら、木村優プロデュースブランド「KOKOkim」を渋谷109と原宿竹下通りにオープン。現在は独立し、「でんぱ組inc.」の写真集のプロデュースや、「わーすた」のアイドル衣装を手掛けるなど、数々のプロジェクトでプロデューサーやクリエイターとして活動。世界各国のアニメフェスでファッションデザイナー木村優としてファッションショーを開催する。

## 概要
原宿系ファッション雑誌『KERA』や『ゴシック・ロリータバイブル』のモデルとして活動し、原宿ファッションやロリータファッションのモデルとして世界各国で人気を得る。
原宿ファッションを全世界に広めた功績を讃えられ、外務省より原宿ファッション日本代表「カワイイ大使（ポップカルチャー発信使）」に任命される。世界各国のアニメフェスに出演し、日本のカワイイ文化やアニメ文化などのクールジャパンを広めたパイオニアとなる。この活動により、「カワイイ」という言葉は全世界で通じる言葉となった。
また、外務省 「カワイイ大使（原宿ファッション日本代表・ポップカルチャー発信使）」として、世界各国のアニメフェスでファッションショーを開催。数々の国で木村優プロデュースのアパレル商品が売り上げNo.1を記録する。
木村優プロデュースブランド「KOKOkim」を渋谷109、原宿竹下通りにオープン。
「アニメから飛び出してきたような可愛らしいお洋服がリアルクローズとして毎日着れる♡」をコンセプトに世界展開し、全世界でKAWAIIブームが起こる。
現在は独立し、「でんぱ組.inc」の写真集のプロデュースや、「わーすた」のアイドル衣装を手掛けるなど、数々のプロジェクトでプロデューサーやファッションデザイナーとして活躍。ファッションデザイナー木村優として、世界各国のアニメフェスでファッションショーを開催する。
アニメ『アイドルメモリーズ』で準主役に抜擢され声優やアイドル声優としても活動する。する。

## 活動

### プロデューサー・デザイナー・キャラクターデザイン
- でんぱ組.inc写真集「ねもぺろ」(プロデュース)
- KOKOkim＜SHIBUYA109、原宿竹下通り店＞（プロデュース、デザイン、モデル）
- CANDY A☆GO☆GO!（原宿竹下通り店　プロデュース、制服デザイン、キャラクターデザイン）
- NHK「kawaiiどーもくん」（プロデュース、キャラクターデザイン、アパレルグッズデザイン、イラスト）
- 初音ミク「マジカルミライ 2015」公式アパレルグッズ （アパレルデザイン、イラスト）
- ＠ほぉ～むカフェ コラボ（ニーハイデザイン、「ピスタとチオ」コラボメニュー）
- 「上海国際映画祭」熊本の復復興⽀支援チャリティーT シャツのデザイン
- 「LiSA」写真集 (表紙イラスト、挿絵)
- アニメ「キラッとプリ☆チャン」にて、「わーすた」のメンバーが本人役で登場する際にキャラクターデザインを担当

### アイドル衣装デザイン
アイドルグループ「わーすた」
- うるとらみらくるくるふぁいなるアルティメットチョコびーむ（1stアルバム「The World Standard」）
- 1stシングル「完全なるアイドル」
- 2ndシングル「ゆうめいに、にゃりたい。」
- 3rdシングル「Just be yourself」
- Japan Expo 2017用パン衣装
- 最上級ぱらどっくす（2ndアルバム「パラドックス ワールド」）
- タピオカミルクティー（1stミニアルバム「JUMPING SUMMER」）
- 大志を抱け！カルビアンビシャス！（2ndミニアルバム「GIRLS, BE AMBITIOUS!」）
- くらえ！必殺！！猫パンチ★ 〜私たち戦うにゃこたん【レベル5】〜（3rdアルバム「CAT'CH THE WORLD」）
- グレープフルーツムーン（ベストアルバム「わーすたBEST」）
- 6thシングル「サンデー! サンシャイン!」
- 清濁あわせていただくにゃー（4thミニアルバム「What's "standard"!?」）

アイドルグループ「ピコピコ☆レボリューション（2019年）

### テレビ番組
- 東京カワイイ★TV（2008年 - 2011年、NHK）
- リアルスコープ（2009年、フジテレビ）
- ズームイン!!サタデー（2009年、日本テレビ）
- スーパーニュース（2009年、フジテレビ）
- ズームイン!!SUPER（2010年、日本テレビ）
- スッキリ!!（2010年、日本テレビ）
- Kawaii  International（2012年、NHKワールド世界放送）
- 夢活ガールズ〜Joy of Life〜（2012年、BS-TBS）
- 今夜くらべてみました（2014年、日本テレビ）
- フライングMAN ～先を行き過ぎてる凄いヤツら～（2014年、関西テレビ）
- 中居正広のミになる図書館（2014年、テレビ朝日）
- 指原カイワイズ（2015年、フジテレビ）
- 日本総務省後援番組 台湾地上波局 民視電視台FTV「リニア未来都市 飯田トキメキ旅」MC、ナレーション（2016年）
- 「Geheimnisvolle Tokyo 秘めたる東京の魅⼒力」(ドイツの公共放送局ARDにて東京オリンピックに合わせて放送されたテレビ特番。日本を代表するクリエイターとして出演)(2020、2021)

### 雑誌
- KERA 表紙
- 1st STYLE BOOK 木村優（2015年、NEKO MOOK）
- Gothic＆Lolita Bible
- GIRLISM（中国ファッション誌）表紙
- FRUiTS  表紙

### 声優(テレビアニメ・映画)
- スポチャン対決! 〜妖怪大決戦〜（2014年、枕返し 役[1]）
- YAMAHA「マスター・オブ・トルク」（2015年、日吉七波 役）
- アイドルメモリーズ（2016年、早川心桜 役[2]）

### 声優(ゲーム)
2015年
- 魔神少女 エピソード2 -願いへの代価-（ルディ役[3]）

2016年
- スクール・オブ・セイヴァーズ〜聖剣使いの禁呪詠唱 ONLINE〜（七色陽子役）

2018年
- アビス・ホライズン（青葉、アラスカ、スラヴァ役）

2019年
- アッシュアームズ‒灰燼戦線-

### CM
- 丸永製菓 白くまアイス（2012年）※くま吉×木村優 コラボ企画
- Carphone Warehouse（2015年）※イギリスでのCM
- ニュージーランド銀行(2019年)

### ラジオ
- アイドルメモリーズ 私立華音学園放送部（2016年、音泉）[4]

### WEB
- WAO! CHANNEL「KAWAII pateen」

### CD
- １枚目のアルバムです。（2008年、ハッチ・エンタテインメント）※PEEP★４U ボーカル担当
- てんてこまい/あっけらかん（2009年、ハッチ・エンタテインメント）※PEEP★４U ボーカル担当
- 超絶原宿乙女革命（2011年、kokokim）※木村優×初音ミクコラボCD
- ライチ☆光クラブ-2011~2012 COMPLETE BEST-『黎明』（2012年、TAMULA）